# Идрисов, Умар Юсипович
Ума́р Юси́пович Идри́сов (тат. Ğөmər Yosıf uğlı İdrisov, Гомәр Йосыф улы Идрисов; 1 января 1954, Горький, СССР — 8 ноября 2020, Нижний Новгород, Россия) — советский и российский мусульманский религиозный деятель. В 1993—2008 гг. — председатель Духовного управления мусульман Нижнего Новгорода и Нижегородской области (ДУМНО), заместитель председателя Духовного управления мусульман Европейской части России (ДУМЕР), сопредседатель Совета муфтиев России (СМР), полномочный представитель СМР в Приволжском федеральном округе, председатель Совета улемов ДУМНО, председатель Совета старейшин ДУМНО, президент Нижегородского центра мусульманской культуры (НЦМК), президент Фонда им. имама Абу Ханифы.

## Биография
Родился 1 января 1954 года в г. Горьком. По национальности — татарин. Окончив среднюю школу, работал таксистом.
В 1980 г. поступил в Высшее исламское медресе Мири-Араб в Бухаре, где экстерном с отличием окончил семилетний курс обучения. В 1987 г. окончил Ташкентский исламский институт имени имама аль-Бухари. В 1988 г. активно участвовал в восстановлении Соборной мечети в Нижнем Новгороде.
С 1991 г. — имам-хатыб Нижегородской соборной мечети. С 1993 г. — председатель Духовного управления мусульман Нижнего Новгорода и Нижегородской области. Под руководством Умар-хазрата в 1994 г. завершилось строительство медресе «Махинур» и были приняты первые студенты.
В 2001 г. при финансовой поддержке меценатов, уроженцев села Большое Рыбушкино, Абдулхамида и Мансура Садековых и братьев Хафизовых инициировал строительство мечети «Тауба» в Автозаводском р-не Нижнего Новгорода. Совместно с Дамиром Мухетдиновым Идрисов инициировал строительство Исламского культурного центра в г. Нижнем Новгороде рядом с Соборной мечетью (2006) и учреждение Нижегородского исламского института им. Х.Фаизханова (2005). Являлся ген. директором благотворительного пансиона «Волга» (2001).
2 ноября 2008 г. на IV Съезде-курултае делегатов духовенства и прихожан приходов-махаллей Нижнего Новгорода и Нижегородской области Идрисов сложил с себя полномочия председателя ДУМНО для того, чтобы посвящать все своё время научной и общественной деятельности. В то же время Идрисов был избран Председателем Совета улемов Духовного управления мусульман Нижегородской области.
31 декабря 2008 года назначен официальным представителем Центрального духовного управления мусульман в Фонде поддержки исламской культуры, науки и образования.
С 1997 года — профессор Международной славянской академии наук, образования, искусств и культуры. В мае 2003 г. награждён Орденом славы II степени Совета муфтиев России. В июле 2004 года указом Президента России Владимира Путина награждён орденом Дружбы.
Один из соавторов книги «История Исламских общин Нижегородской области», автор десятков публикаций в периодике, статей в сборниках материалов международных конференций. Автор книги «Бухарские воспоминания. 20 лет служения имамом». Неоднократно выступал с докладами в Госдуме РФ. Кроме русского, владеет также татарским и арабским языками. Женат, трое детей.
На 67 году жизни 7 ноября 2020 года скоропостижно скончался от осложнений, вызванных коронавирусной инфекцией.

## Противостояние с ДУМНО
В середине сентября 2013 года Умар Идрисов в интервью «Интерфакс-Религия» отказался от своего ученика и соратника Дамира Мухетдинова и объявил о намерении вернуть себе власть в Духовном управлении мусульман Нижегородской области. Ранее он был избран председателем соборной мечети Нижнего Новгорода, против чего в конце сентября 2013 года выступила группа из более чем 50 человек, возглавляемая Г. Закировым и первым заместителем председателя Совета муфтиев, главой Совета улемов ДУМНО Дамиром Мухетдиновым, которая совершила нападение (одним из нападавших оказался тесть Мухетдинова — Надир Алимов) на Идрисова в соборной мечети Нижнего Новгорода во время джума-намаза. Идрисов связал случившееся с тем, что ранее в прокуратуру и полицию подавал заявление о фактах финансовых злоупотреблений и нарушений в ДУМНО. Кроме того, по факту произошедшего нападения он направил ещё одно заявление в правоохранительные органы.
По словам Умара Идрисова, Дамир Мухетдинов живёт по принципу: «После меня хоть потоп».

## Интересные факты
- Учениками Умара Идрисова являются множество известных в мусульманском сообществе России деятелей, глав региональных Духовных управления мусульман, ученых, среди которых первый заместитель председателя Духовного управления мусульман Российской Федерации Дамир Мухетдинов, член Общественной палаты РТ Рустам Батров, председатель Духовного управления мусульман Нижегородской области Гаяз Закиров, председатель Единого духовного управления мусульман Красноярского края Гаяз Фаткуллин и др.
- В своем интервью «Интерфакс-Религия» У. Идрисов попросил прощения за неоднократные резкие высказывания в адрес православных, которые он делал на посту председателя нижегородского муфтията. Наряду с этим он принёс извинения и исламоведу Роману Силантьеву, которого раньше жестко критиковал.[5] В свою очередь Силантьев отметил: «Меня очень радует, что Умар Идрисов прозрел. Разрыв отношений между ДУМНО и Нижегородской епархией в 2005 году реально отравлял межрелигиозные отношения в регионе. Надеюсь, что Нижегородская епархия примет искренние извинения Идрисова, и этот конфликт будет наконец-то урегулирован, что определённо упрочит межрелигиозный мир в масштабах всей страны».[16]
- По мнению Умара Идрисова, Талгат Таджуддин и Равиль Гайнутдин — две величайшие фигуры в современном российском исламе[15].
- По мнению У. Идрисова, профессор Тауфик Ибрагим и его ученик Рустам Батров — агенты Даджжаля[15].

### Интервью
- Ответы на вопросы сайта Фонда поддержки исламской культуры, науки и образования // islamfund.ru, 28 февраля 2008